# Superchick
Superchick, aanvankelijk bekend als Superchic, was een Amerikaanse christelijke rockband met een mix van gospel, pop, punk, rap en r&b. Hun sound werd wel vergeleken met die van No Doubt en Avril Lavigne. Superchick had vijf nummer 1-hits in de VS.
Ze traden verschillende malen op in Nederland.
In 2013 werd de band opgeheven omdat de diverse leden steeds meer tijd in hun eigen solocarrière staken, zodat er voor Superchick zelf te weinig tijd over bleef.

## Discografie

### Albums
- Karaoke Superstars (2001)
- Last One Picked (2002)
- Beauty from Pain (2005)
- Rock What You Got (2008)

### Singles
| 2001 | "Barlow Girls"           |    |    |    | Karaoke Superstars   |
| 2002 | "Big Star Machine"       | —  | 4  | —  | Karaoke Superstars   |
| 2002 | "So Bright (Stand Up)"   | —  | 5  | —  | Last One Picked      |
| 2003 | "Hero"                   | 15 | 3  | —  | Last One Picked      |
| 2003 | "Me Against The World"   | —  | 5  | —  | Regeneration         |
| 2005 | "Pure"                   | 3  | 6  | —  | Beauty From Pain     |
| 2005 | "We Live"                | 10 | —  | 7  | Beauty From Pain     |
| 2006 | "Anthem"                 | —  | 29 | —  | Beauty From Pain     |
| 2006 | "It's On"                | 19 | 21 | —  | Beauty From Pain     |
| 2006 | "Stand in the Rain"      | 1  | —  | —  | Beauty From Pain 1.1 |
| 2008 | "Hold"                   | 3  | —  | —  | Rock What You Got    |
| 2008 | "Hey Hey"                | —  | 15 | —  | Rock What You Got    |
| 2009 | "Cross the Line"         | —  | 19 | —  | Rock What You Got    |
| 2011 | "Still Here"             | —  | —  | 25 | Reinvention          |
| 2013 | "Five Minutes at a Time" | —  | —  | —  | Recollection         |